# 矢野永吏子
矢野 永吏子（やの えりこ）は、日本の教育学者。

## 人物
- 2005年、奈良女子大学大学院人間文化研究科博士前期課程修了。

### 研究分野
- 体育学
- 身体表現学

## 論文
- 2018年3月 第19号大谷大学幼児教育保育科での地域連携型子育て支援における子育て支援と学生の学び

大谷大学短期大学部幼児教育保育科研究年報第 
- 2018年3月 第2号「身体表現・リズムダンスの発達から考える幼児期の運動 ～初等体育との接続のために～」『教育思想・教授法年報』
- 第6号 2018年3月「運動遊びにみられる幼児の発達 ―戸外での遊びと仲間関係をもとに―」『大谷大学教職支援センター紀要』
- 第18号 2017年3月「幼児体育と就園前の子ども達の育ちの接続」『大谷大学短期大学部幼児教育保育科研究年報』
- 第18号 2017年3月「子どもの健康な生活の実現に向けて」『大谷大学短期大学部幼児教育保育科研究年報』
- 第17号 2016年3月「体育系学部大学生のスポーツ指導実習におけるダンス指導に対する学び：幼少期からのダンスの好き嫌いと関連して」『大谷大学短期大学部幼児教育保育科研究紀要』第17号
- 第16号 2015年3月「保育者養成課程の体育における学生の授業満足度と幼児の身体教育に対する意識の関連」『大谷大学短期大学部幼児教育保育科研究紀要』

## 発表論文
- 第71回大会2018年5月「地域連携型子育て支援における学生の学び②」日本保育学会
- 第13回大会2018年8月「幼児の運動遊びとダンス表現の取り組み」日本幼児体育学会
- 第70回大会2017年5月「地域連携型子育て支援における学生の学び」日本保育学会
- 第27回2016年8月「健康スポーツ系学部大学生のダンスの好嫌とダンス指導に対する学習」日本体育学会

## その他、社会活動等
- 2015年～2018年3月＜地域連携プロジェクト＞大谷大学グランドデザイン事業自己点検評価・地域貢献事業（子育て支援）「赤ちゃんのいないいないばぁ教室」「赤ちゃんにこちゃんサロン」「赤ちゃんすくすく広場」
- 2017年～2018年2月「保育内容健康」における地域貢献事業連動ワークショップ「子どもの育ちの今昔と伝承遊び」

## 赴任した大学
- 2005年 - 2014年3月：滋賀短期大学幼児保育科非常勤講師
- 2005年 - 2011年3月：大阪リゾート スポーツ専門学校
- 2007年 - ：関西女子短期大学常勤講師
- 2009年 - 2014年3月：相愛大学非常金講師
- 2012年 - 2014年3月：大阪こども専門学校非常勤講師
- 2013年 - ：立命館大学スポーツ健康科学学部非常勤講師
- 大谷大学幼児教育学部
- 2018年 - ：池坊短期大学幼児保育学科講師
- 2021年 - ：龍谷大学短期大学部こども教育学科講師